# 林瀚 (成化進士)
林瀚（1434年—1519年），字亨大，號泉山，福建福州府閩縣林浦鄉人，明朝政治人物。林鏐之子。

## 生平
福建鄉試第七十七名，成化二年（1466年）丙戌科二甲第三名進士，改庶吉士，八年三月授翰林院編修。二十二年二月再升為左春坊左諭德，九月乞求归乡展祭。弘治元年（1488年）三月，召回京纂修《憲宗實錄》，二年八月与左庶子李傑主考順天府鄉試。後充經筵講官。不久，三年十二月升為國子監祭酒，九年四月進禮部右侍郎，仍掌國子監事，十二年八月改吏部右侍郎，十月升本部左侍郎。
弘治十三年（1500年）六月，拜為南京吏部尚書，之後因陳事忤旨乞罷，明孝宗不予批准。正德元年（1506年）四月，因丘俊、石介舉薦，改南京兵部尚書，參贊機務。後因病乞休，之後因上言得罪劉瑾，被貶浙江參政，致仕歸鄉。隨即被誣陷為奸黨，直到劉瑾被誅後，正德五年十月林瀚復官，仍旧致仕。林瀚為人謙厚，而自守介然。
正德十四年（1519年）九月卒，年八十六，贈太子太保，諡文安。

## 家族
曾祖林俊。祖父林觀，贈知縣。父林元美，知府。母鄭氏，封孺人。具慶下。兄林濬。弟濲、淮、渭。
林瀚有子林庭㭿、林庭機、林庭桂、林庭枝、林庭杓等九人。福州東林家族在明朝一季，共有八位進士，其中有五位官至尚書。史稱「三代五尚書，七科八進士」。